# گری کاب
گری کاب (انگلیسی: Gary Cobb؛ زادهٔ ۶ اوت ۱۹۶۸) بازیکن فوتبال اهل بریتانیا است.
از باشگاه‌هایی که در آن بازی کرده‌است می‌توان به باشگاه فوتبال بدفورد تاون، باشگاه فوتبال فولام، باشگاه فوتبال لوتون تاون، باشگاه فوتبال سوانزی سیتی، باشگاه فوتبال آیلزبری یونایتد، باشگاه فوتبال نورث‌همپتون تاون، و باشگاه فوتبال سنت آلبنز سیتی اشاره کرد.